# Klotterplanket på Sergels torg
Klotterplanket på Sergels torg i Stockholm var en legal klottervägg där det gavs möjlighet att fritt uttrycka åsikter, synpunkter och slagord under devisen "för egna idéer under eget ansvar".
I anslutning till klotterplanket fanns en talarstol, Fria talares tribun, ett slags Speakers' Corner där hugade talare och debattörer fritt fick framföra tankar och åsikter.
Klotterplanket och Fria talares tribun invigdes 16 mars 1968 och var belägna i det sydöstra hörnet av "Plattan" som avser den nedre västra delen av Sergels torg. 
Stadsträdgårdsmästare Holger Blom premiärklottrade på invigningsdagen med förmaningen "Trampar du ner stans gräsmattor skär jag tårna av dej". Borgarrådet Thorsten Sundström invigde talartribunen. Gatukontorets parkavdelning såg till att planket målades över varje morgon eftersom klottret skulle vara dagsfärskt. Klotterplanket och tribunen togs bort i september 1970 i samband med att Kulturhusbyggnadens första etapp färdigställdes inför Riksdagens öppnande den 11 januari 1971 i det nya provisoriska riksdagshuset vid Sergels torg.
1971 fick det svenska klotterplanket en efterföljare i Boston, USA. 

## I populärkulturen
Klotterplanket skildrades i tidningar, tidskrifter och i romaner. 
I Ulf Lundells debutroman Jack förekommer följande avsnitt om en avbruten tvåmannademonstration på Sergels torg: "Dom högg tag i oss och började dra oss bort mot hörnet bakom klotterplanket till rulltrappan och dom satte ner oss på var sitt fotsteg i trappan och vi gjorde inget motstånd när vi for upp".
I romanen Lyftet av Kennet Ahl beskrivs verklighetens droghandel på Sergels torg som motsats till den ursprungliga visionen:"Ut på den schackrutiga öppna platsen framför Kulturhuset skulle vi bege oss med friskt mod som uti ett livets schackspel för att därstädes uttrycka vår fria och dristiga mening å det uppsatta klotterplanket eller åhöra djärva debattinlägg från fria talares tribun".